# 荒野飛機

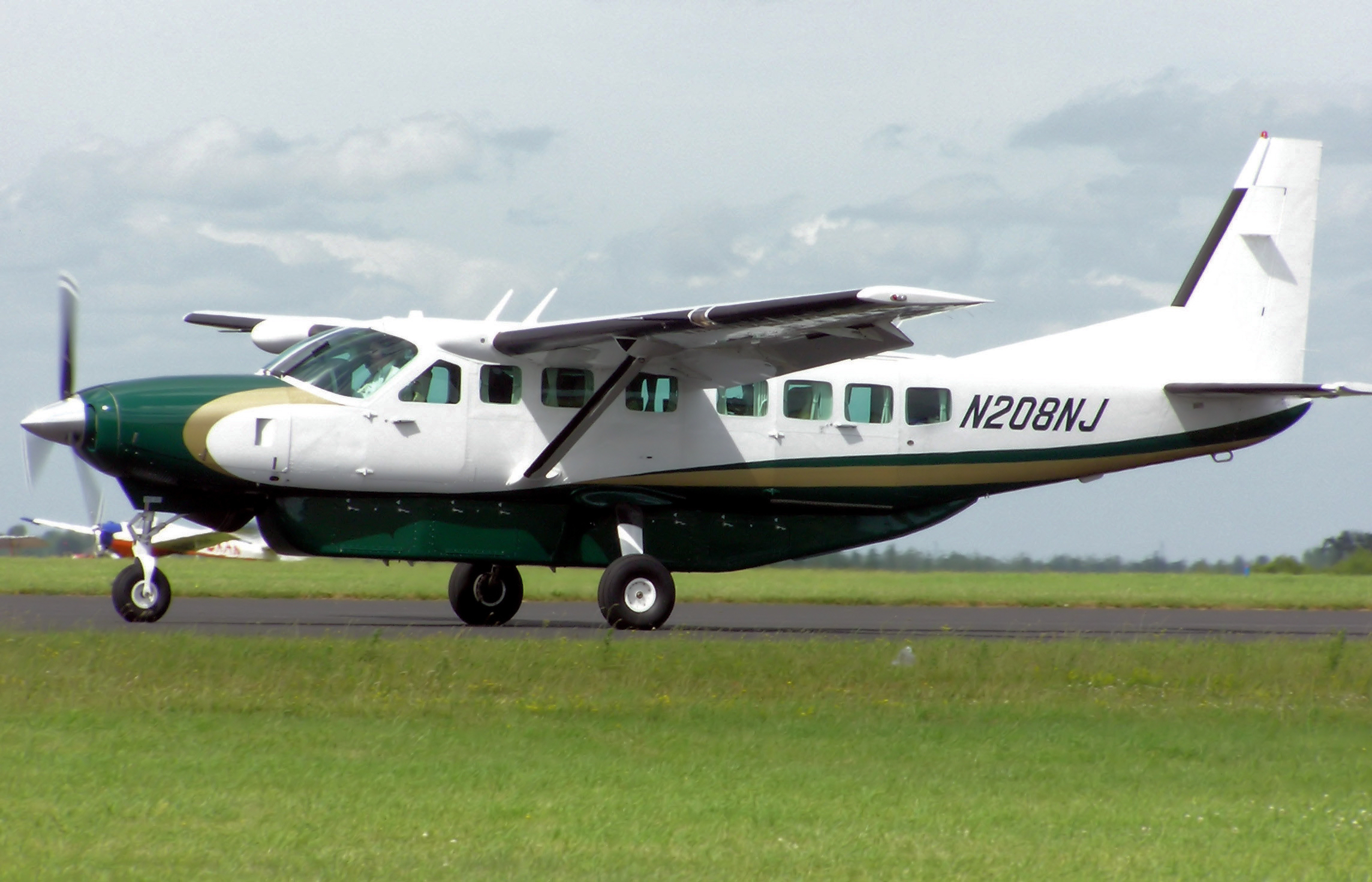
塞斯納208也被航空公司用為荒野飛機

荒野飛機（英語：Bush plane）是通用航空對飛行器分類的一種稱呼，指用來服務人煙稀少，交通不便，十分偏僻的地方的飛機，例如加拿大北部，阿拉斯加和非洲疏林草原等地。這些地方通常難以或無法透過陸路運輸到達，因此飛機便成為那些社區對外聯係的主要或唯一交通工具。
荒野飛機並沒有指定的要求，但航空公司通常利用老舊款式，多為活塞引擎的飛機去運作。